# Aquilegia pyrenaica
Espèce
Classification phylogénétique
L'ancolie des Pyrénées  (Aquilegia pyrenaica) est une espèce de plantes herbacées du genre Aquilegia (les ancolies), de la famille des Ranunculaceae. Elle est rare et endémique des Pyrénées. Elle est de petite taille, mesurant entre 10 et 25 centimètres.

## Caractéristiques
Organes reproducteurs

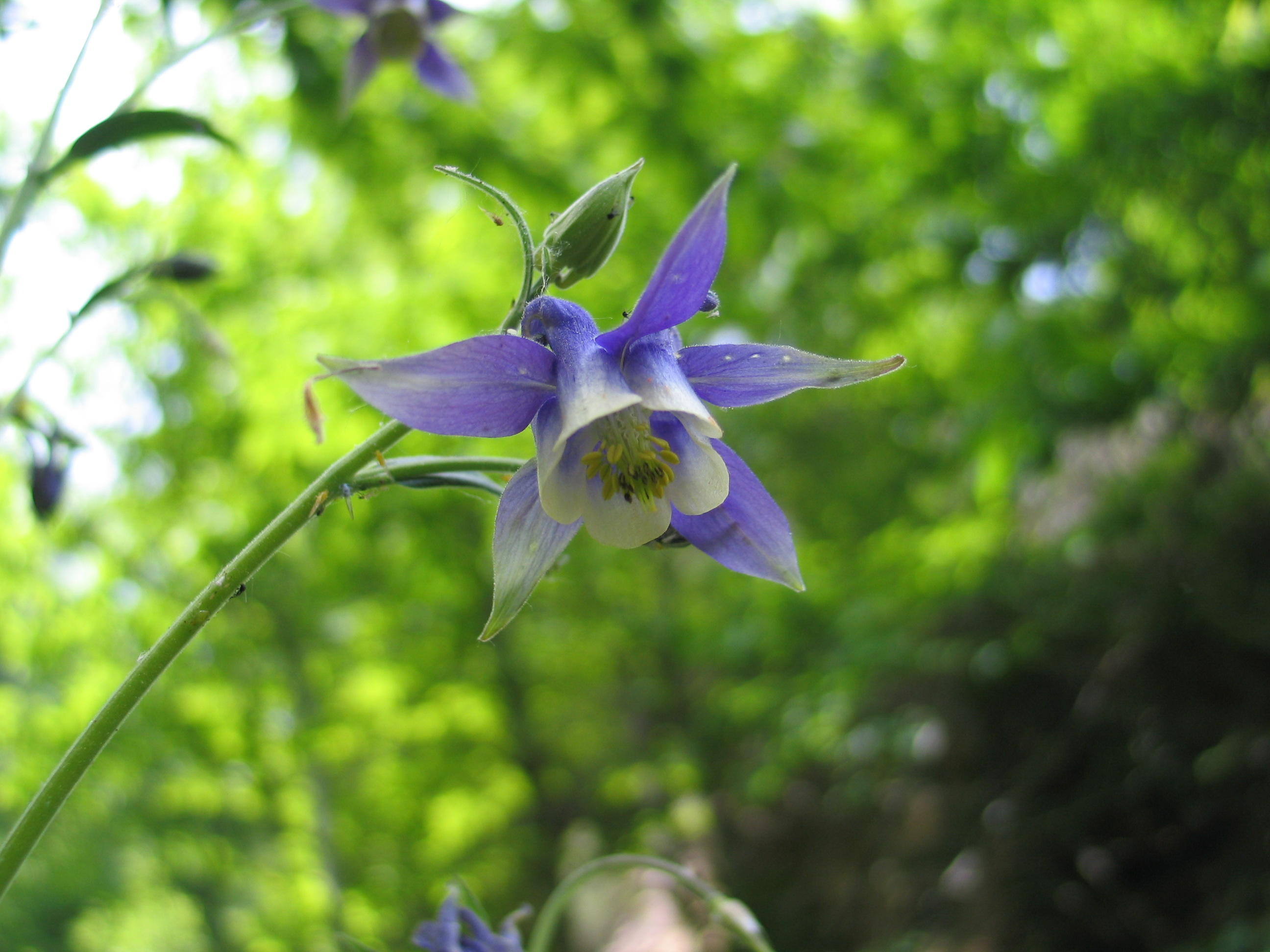

- Couleur dominante des fleurs : bleu à violacé
- Période de floraison : mai à juillet

Habitat et répartition
- Habitat type : rochers et pelouses rocailleuses en terrain de préférence calcaire de l'étage subalpin
- Aire de répartition : orophyte des Pyrénées